# Gorey
Gorey (en gaèlic irlandès Guaire) és una vila d'Irlanda, al comtat de Wexford, a la província de Leinster. Està al costat de la carretera principal M11 de Dublín a Wexford. La ciutat també està connectada a la xarxa de ferrocarril de la mateixa ruta. Com a resultat, hi ha hagut un augment dramàtic en la construcció de nous habitatges a Gorey. Entre 1996 i 2002 la població ha augmentat en un 44% a la ciutat, i en un 23% a la zona circumdant.

## Agermanaments
- Oban